# Überwachung des ruhenden Verkehrs

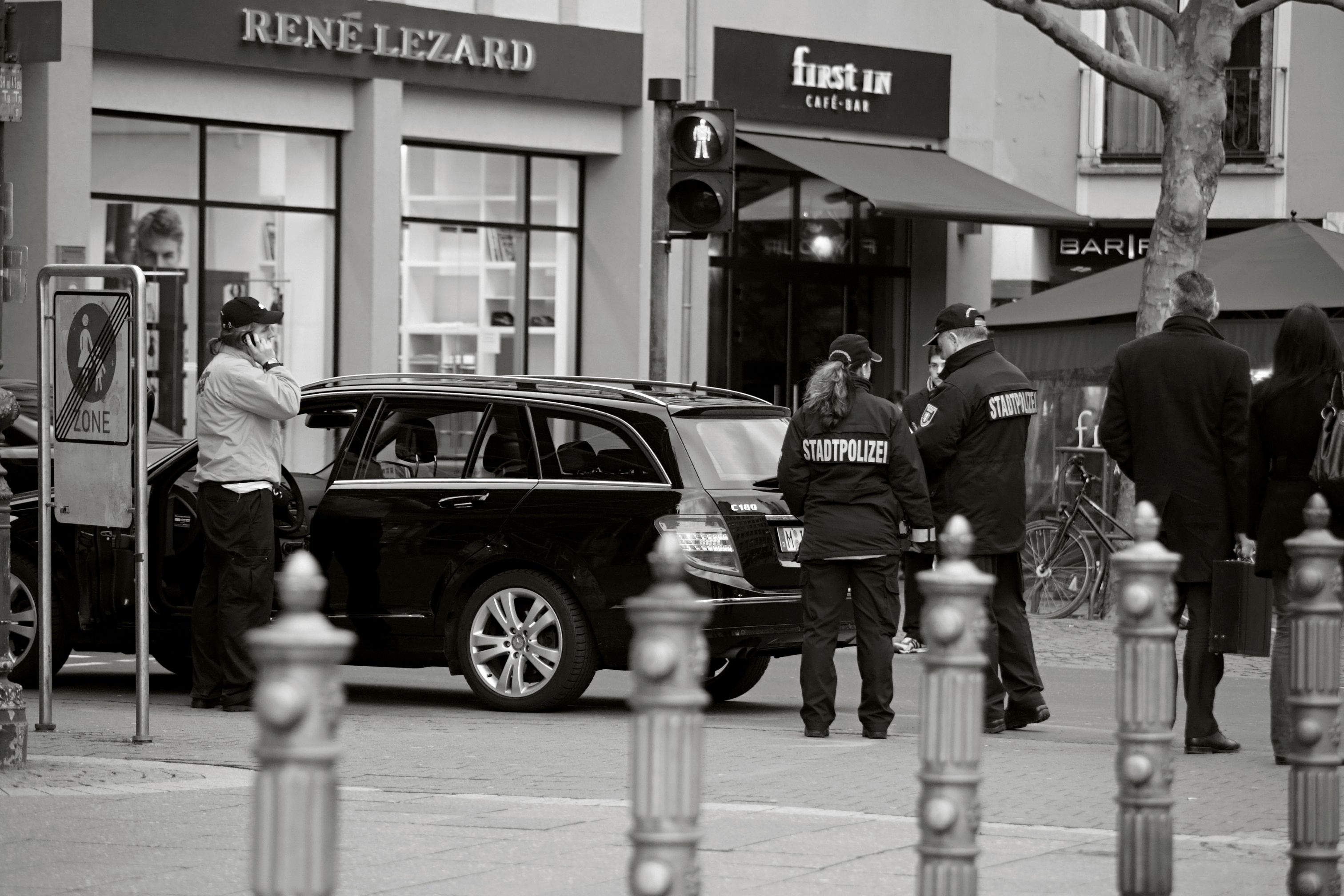
Zwei Hilfspolizisten erteilen bei der Überwachung eine Verwarnung
(Frankfurter Stadtpolizei)

Die Überwachung des ruhenden Verkehrs (auch Parkraumüberwachung; PÜ) ist die Wahrnehmung der hoheitlichen Aufgabe, Verstöße im ruhenden Straßenverkehr als Verkehrsordnungswidrigkeit gemäß Bußgeldkatalog zu ahnden. Darunter fallen vor allem Verstöße gegen Halt- und Parkverbote sowie zeitlich begrenztes und gebührenpflichtiges Parken.

## Allgemeines
Die Überwachung des ruhenden Verkehrs wird überwiegend durch Politessen bzw. Hilfspolizisten in Dienstkleidung durchgeführt. Diese sind Angestellte oder Beamte einer Gemeinde oder Stadt (Kommunale Verkehrsüberwachung) oder gehören der jeweiligen Polizeibehörde (Verkehrspolizei) an. Das Einsatzgebiet der gemeindlichen und polizeilichen Dienstkräfte ist meist räumlich aufgeteilt.
Zur Ausstellung von Verwarnungen mit Verwarnungsgeld sind die Dienstkräfte heutzutage meist mit Kleinstcomputern mit integriertem Drucker, womit auch eine Vornotierung möglich ist, oder mit einem PDA ausgestattet; zum Teil werden auch heute noch die Strafzettel per Hand geschrieben. Neueste Anwendungen basieren auf der direkten Übermittlung der Anzeige an die zuständige Ordnungsbehörde über Mobilfunk bzw. WLAN. Die Dienstkräfte können zusätzlich auch Verkehrsordnungswidrigkeiten anzeigen, wenn hierbei für einen Tatbestand ein Bußgeld (über 55 Euro) vorgesehen ist.
Ein weiteres Aufgabenfeld der Dienstkräfte ist die Anordnung von Versetzungen oder Abschleppungen von nicht ordnungsgemäß geparkten Kraftfahrzeugen und die Verständigung der Ermittlungsbehörden bei vermuteten Parkausweisfälschungen. In München haben geschulte Dienstkräfte der kommunalen Verkehrsüberwachung auch die Aufgabe, Auskünfte in Bezug auf die Stadt zu erteilen; diese sind an einem Schild „Info“ erkennbar.
Daneben sind auch Polizeivollzugsbeamte mit der Verfolgung von Verstößen gegen Sanktionsvorschriften im ruhenden Verkehr betraut, die sich jedoch auch mit fast allen möglichen Verstößen im fließenden Verkehr befassen (z. B. Verkehrsstraftaten).

## Aufgabengebiet
- die Gewährleistung der Fahrzeugrotation auf Kurzzeitparkplätzen
- die Sicherung von Einnahmen bei gebührenpflichtigen Parkplätzen
- die Vermeidung der Blockade von Feuerwehr- und Rettungszufahrten sowie Behindertenparkplätzen
- die Entfernung von Kraftfahrzeugen an gefährlichen Stellen zur Erhöhung der Verkehrssicherheit durch Abschleppungen
- die Gewährleistung des Durchkommens von Fahrzeugen des Rettungsdienstes und der Feuerwehren (3,05 m verbleibende Fahrbahnbreite)
- die Unterstützung von Parkraumkonzepten durch Reduzierung des Autoverkehrs in bestimmten Bereichen (dies trifft zum Beispiel zu bei Bewohnerparkplätzen oder zur Lenkung des ruhenden Verkehrs in Innenstädten)

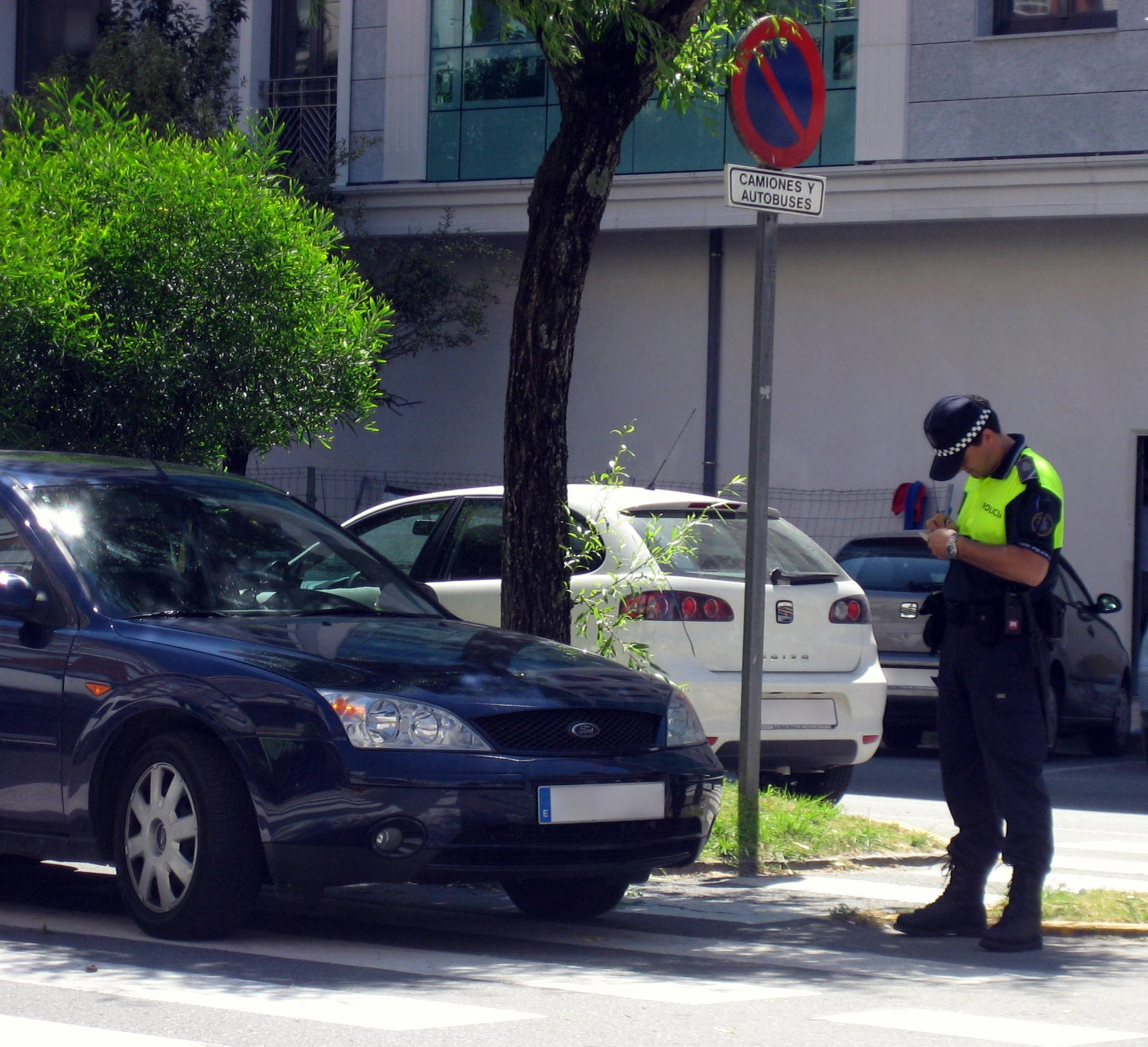
Verkehrsüberwachung (VÜ) in Spanien
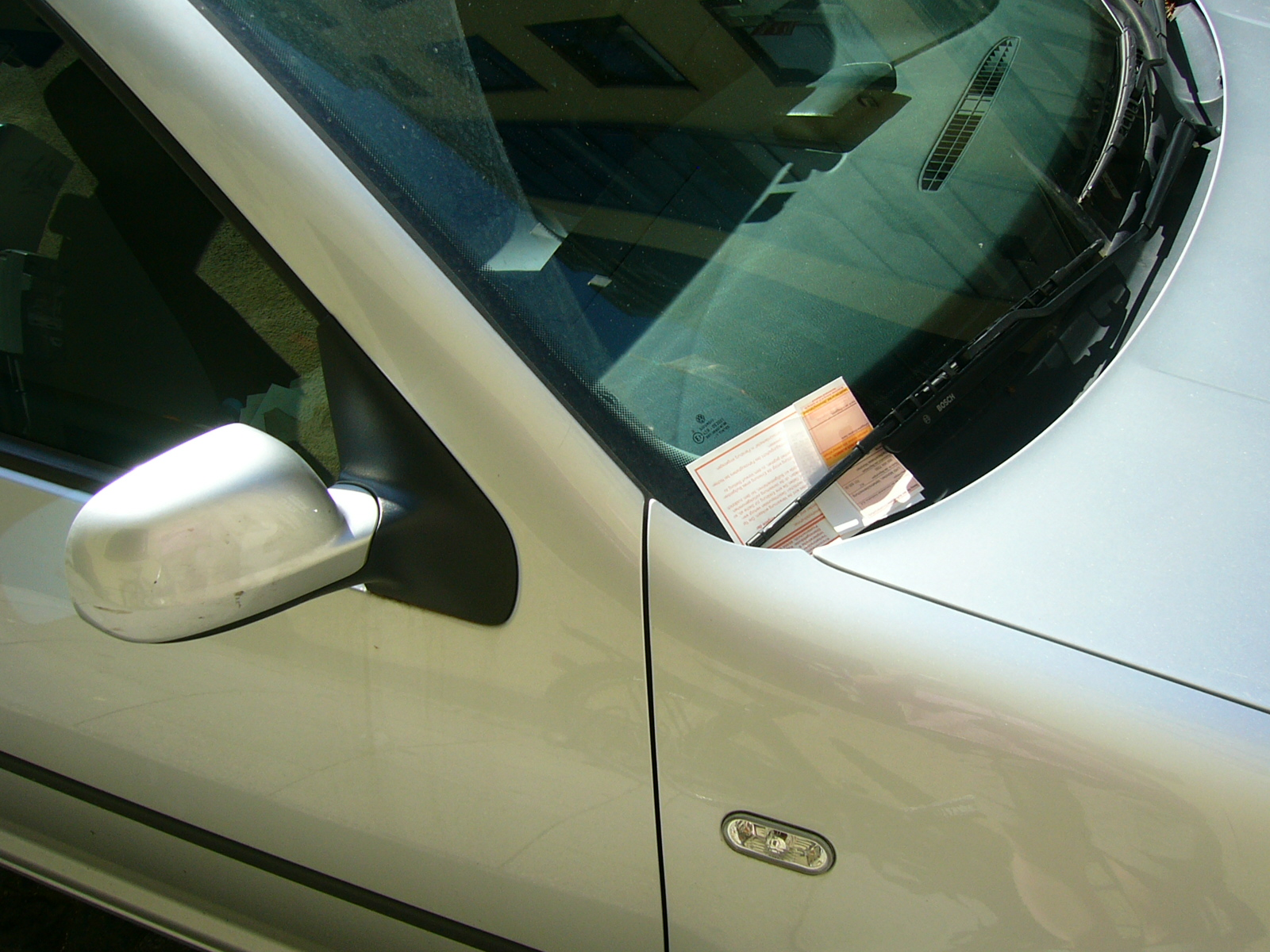
Pkw mit „Strafzettel“ der Verkehrsüberwachung München
„Strafzettel“ (Sächsische Polizei)

## Abgrenzung
In gewissen Gegenden ist der Parkdruck so hoch, dass privat betriebene Parkplätze (beispielsweise von Supermärkten) zweckentfremdet werden und so Kunden weniger Parkmöglichkeiten zur Verfügung stehen. Viele Betreiber sind daher zu einer privaten Parkraumüberwachung übergegangen.